# Greta Knutson
Greta Knutson nota anche come Greta Knutson-Tzara (Stoccolma, 10 novembre 1899 – Parigi, 6 marzo 1983) è stata una pittrice, scrittrice e poetessa svedese, nonché studiosa di critica d'arte.
Si accostò all'astrattismo ed al cubismo; insieme al marito Tristan Tzara, cofondatore del dadaismo, negli anni trenta si unì al movimento surrealista per allontanarsene nel decennio successivo.

## Biografia
Nacque in una famiglia colta, composta da intellettuali portati per lo studio delle lingue straniere. Frequentò sia l'Accademia di belle arti Carl Wilhelmson, sia il Kungliga Konsthögskolan, l'Istituto Reale d'Arte, per proseguire gli studi presso la scuola d'arte del pittore cubista André Lhote a Parigi dove si trasferì all'inizio degli anni venti.
In Francia conobbe Tristan Tzara, che sposò nel 1925. La coppia ebbe due figli, di cui uno, Christophe, nacque a Neuilly-sur-Seine nel 1927. Con fondi derivati da un'eredità della moglie, Tzara fece costruire la residenza della famiglia a Montmartre, affidandone la progettazione all'architetto Adolf Loos, un ex secessionista. Greta fece modificare in parte il progetto originale in cui mancava uno studio per lei.
Come il marito, Greta aderì al surrealismo nel corso degli anni trenta. Tuttavia quando, nel 1937, si separò da Tzara per divorziare nel 1942, si allontanò anche dal surrealismo per seguire il proprio interesse nella fenomenologia, in particolare legata ai filosofi Edmund Husserl e Martin Heidegger.
Nel 1929 allestì la prima mostra personale a Parigi, nel 1932 a Stoccolma.
Verso la fine degli anni trenta dipinse il ritratto dello scultore svizzero Alberto Giacometti, del quale raccontò che in confidenza le aveva rivelato come i propri richiami all'arte africana fossero accidentali, legati alla moda del primitivismo allora in voga.
Durante la seconda guerra mondiale ebbe una storia d'amore con René Char, e strinse legami d'amicizia con Albert Camus e André Breton.
Sia come pittrice che come scrittrice Greta Knutson si ispirò alla modernità; fu una scrittrice prolifica, autrice di saggi di critica d'arte su riviste francesi e svedesi e, con meno frequenza, di poesie. Nella maturità scrisse anche novelle e frammenti di poemi in prosa. Insieme a Gunnar Ekelöf tradusse opere letterarie svedesi in francese. Le sue poesie non vennero mai pubblicate in raccolte complete mentre era in vita.
Soltanto nel 1980 venne pubblicata a Berlino una raccolta di testi scritti a partire dal 1927 e da lei stessa tradotti in tedesco, con il titolo di Bestien.
Morì suicida a Parigi.
Le poesie che aveva scritto in francese vennero tradotte in svedese dal poeta Lasse Söderberg; insieme al marito fu oggetto di studio da parte della storica dell'arte Cecilia Sjöholm. Söderberg, Sjöholm, l'attore Christian Fex e lo scrittore Jonas Ellerström presero parte all'incontro Madame Tzara? Greta Knutson och Tristan Tzara che si tenne presso l'Istituto di cultura romena di Stoccolma nell'ottobre 2007.